# Fernand Braudel
Fernand Braudel [fernan brodel] (24. srpna 1902 Luméville-en-Ornois (Meuse) – 27. listopadu 1985 Cluses (Haute-Savoie)) byl francouzský historik, přední představitel Školy Annales a člen Francouzské akademie.
Patří k nejvlivnějším postavám historiografie 20. století díky inovativním přístupům jako byl koncept longue durée a mezioborovost.

## Život a dílo
Braudel se narodil v Lotrinsku, asi 60 km jihozápadně od Metz, studoval historii, klasické jazyky a psal básně. Roku 1923 získal učitelské oprávnění v historii a v letech 1924–1932 učil historii v Alžíru. V letech 1932–1935 učil historii na prestižních pařížských gymnáziích a v letech 1935–1936 zakládal spolu s C. Lévi-Straussem novou univerzitu v São Paulo v Brazílii. Při návratu se setkal se zakladatelem Školy Annales L. Febvrem a pak vedl oddělení na École pratique des hautes études v Paříži. Roku 1938 byl mobilizován a od roku 1940 do konce války žil v zajateckém táboře v Německu. V zajetí bez literatury napsal základ svého nejslavnějšího díla o Středomoří v době Filipa II.
Od roku 1946 redigoval Revue des Annales až do roku 1968, kdy funkci převzal Jacques Le Goff. V letech 1949–1972 přednášel historii na Collège de France a v letech 1956–1972 vedl historickou sekci na École des hautes études en sciences sociales (EHESS) v Paříži. V 50. letech pracoval na třísvazkovém díle „Hmotná civilizace, ekonomie a kapitalismus od 15. do 18. století“, které poprvé vyšlo roku 1960. Jeho poslední velký projekt se týkal francouzské identity (1986, 3 svazky) a roku 1987 vyšla jeho "Gramatika civilizací", velkorysé porovnání řady významných civilizací. Braudelovy knihy vyšly v mnoha jazycích, obdržel množství četných doktorátů a roku 1984 byl zvolen členem Francouzské akademie.

## Význam
Patřil ke „druhé generaci“ Školy Annales, zajistil jí světovou pověst a prosadil nové přístupy v historii. Braudel ve své nejslavnější práci o Středomoří rozlišil trojí úroveň historického času: Struktury „dlouhého trvání“ – jako jsou faktory dané geografickými podmínkami, které se mění jen velice pomalu, a proto nepozorovaně, ale podstatným způsobem utvářejí historickou realitu. Střední dlouhý horizont, ve kterém se formují společenské skupiny a hospodářské vztahy. Třetí je čas, ve kterém se odehrávají historické události, politika a činy osobností – zatímco tradiční historiografie vychází především z událostí, u Braudela jsou to pomíjivé vlnky na povrchu toho, co je podstatněji utvářeno dlouhodobějšími procesy. Koncept dlouhého trvání dále rozvedl v článku La longue durée z roku 1958.
Další stěžejní dílo se věnuje vývoji společnosti v novověku před průmyslovou revolucí. Popisuje několik staletí v podstatě neměnné materiální skutečnosti každodennosti, vývoj hospodářských vztahů a pronikání kapitalistického myšlení. Snažil se přinášet komplexní, mnohostranné pohledy syntetizující obraz historické epochy a zohledňovat i mimoevropské kultury. Takový přístup uplatnil i v kratších pracích jako je Gramatika civilizací nebo Dynamika kapitalismu.
Braudel se stal vůdčí osobností poválečné francouzské historiografie a díky jeho kontaktům škola Annales získala jméno i celé západní historiografii. Braudel se snažil pěstovat kontatky i za železnou oponou a v Polsku, kde bylo svobodnější akademické prostředí, vycházely některé publikace školy Annales. Ty byly přístupné i pro československé historiky, mezi kterými Braudel inspiroval zejména M. Hrocha a řadu jeho žáků.